# Xã West Valley, Quận Marshall, Minnesota
Xã West Valley (tiếng Anh: West Valley Township) là một xã thuộc quận Marshall, tiểu bang Minnesota, Hoa Kỳ. Năm 2010, dân số của xã này là 132 người.